# Kopili
Kopili (ukrajinsko Копили) je vas v vzhodni Ukrajini, v Poltavski oblasti, 3 km jugovzhodno od Poltave. Ima okoli 2525 prebivalcev. 